# Peter Glemser
Peter Glemser (né le 12 décembre 1940 à Stuttgart) est un coureur cycliste allemand. Professionnel de 1965 à 1970, il a été champion d'Allemagne sur route en 1969, et, sur piste, champion d'Allemagne de l'américaine amateurs en 1962, de poursuite en 1968 et de vitesse en 1969.

## Palmarès

### Palmarès amateur
- 1961
  - 2e du championnat d'Allemagne de l'américaine amateurs
- 1962
  -  Champion d'Allemagne de l'américaine amateurs
- 1963
  - 2e du championnat d'Allemagne de l'américaine amateurs
  - 2e du championnat d'Allemagne du contre-la-montre par équipes amateurs
- 1964
  - 2e du Tour de Berlin

### Palmarès professionnel
- 1965
  - 2e du championnat d'Allemagne sur route
- 1966
  - Tour de Cologne
  - 2e du GP Union Dortmund
- 1967
  - Tour de l'Oise
  - 3e de Kessel-Lier
- 1968
  -  Champion d'Allemagne de poursuite
  - 2e du Tour du Nord-Ouest de la Suisse
- 1969
  -  Champion d'Allemagne sur route
  -  Champion d'Allemagne de vitesse
  - Prologue du Tour de Suisse (contre-la-montre par équipes)
  - 2e du championnat d'Allemagne de la montagne
- 1970
  - 2e du championnat d'Allemagne sur route

## Résultats sur les grands tours

### Tour de France
2 participations 
- 1967 : abandon (12e étape)
- 1968 : abandon (19e étape)